# بيرة الجرد
بيرة الجرد قرية سورية تتبع ناحية وادي العيون في منطقة مصياف في محافظة حماة. بلغ عدد سكانها 1,670 نسمة في عام 2014. تقع على بعد 18 كم جنوب غرب مدينة مصياف على السفح الشرقي لجبل النبي متى على طريق عام مصياف – الدريكيش وترتفع عن سطح البحر من 600 م إلى 1100 م، وهذا ما يجعها قرية جبلية تمتاز بمناخها المعتدل.
يعمل معظم أهالي القرية في دوائر الدولة المختلفة إضافة إلى العمل بالزراعة. تبلغ مساحة مخططها التنظيمي 161 هكتارًا.

## المرافق والخدمات
توجد في القرية خدمات متعددة منها شبكة الهاتف والكهرباء والماء وشبكة الصرف الصرف الصحي التي تخدم حوالي 80% من منازل القرية.
كما توجد في القرية أربع مدارس تقوم بتعليم الطلاب من الصف الأول الابتدائي حتى الثالث الثانوي.
ويوجد في القرية وحدة إرشادية وجمعية فلاحية تقومان بتقديم الخدمات الزراعية للفلاحين ويوجد مستوصف صحي يقوم بتقديم الخدمات الطبية لأهالي القرية.

## وصلات خارجية
- الوحدات الإدارية في محافظة حماة نسخة محفوظة 18 أبريل 2019 على موقع واي باك مشين.